# Alfonso Negro
Alfonso Negro (27. červen 1915 Brooklyn, Spojené státy americké – 7. listopad 1984 Florencie, Itálie) byl italský fotbalový útočník.
Za reprezentaci odehrál jedno utkání na OH 1936, kde získal zlatou medaili.

## Hráčská statistika
| Sezóna           | Klub             | Liga             | Liga   | Liga | Ligové poháry | Ligové poháry | Ligové poháry | Kontinentální poháry | Kontinentální poháry | Kontinentální poháry | Celkem | Celkem |
| Sezóna           | Klub             | Soutěž           | Zápasy | Góly | Soutěž        | Zápasy        | Góly          | Soutěž               | Zápasy               | Góly                 | Zápasy | Góly   |
| ---------------- | ---------------- | ---------------- | ------ | ---- | ------------- | ------------- | ------------- | -------------------- | -------------------- | -------------------- | ------ | ------ |
| 1934/35          | Fiorentina       | Serie A          | 3      | 0    | -             | 0             | 0             | Stř.P                | 1                    | 1                    | 4      | 1      |
| 1935/36          | Fiorentina       | Serie A          | 3      | 1    | IP            | ?             | ?             | -                    | 0                    | 0                    | 3+     | 1+     |
| 1936/37          | Fiorentina       | Serie A          | 22     | 2    | IP            | ?             | ?             | -                    | 0                    | 0                    | 22+    | 2+     |
| 1937/38          | Fiorentina       | Serie A          | 24     | 2    | IP            | 2             | 0             | -                    | 0                    | 0                    | 26     | 2      |
| 1938/39          | Neapol           | Serie A          | 13     | 2    | IP            | 2             | 0             | -                    | 0                    | 0                    | 15     | 2      |
| 1939/40          | Neapol           | Serie A          | 9      | 0    | IP            | ?             | ?             | -                    | 0                    | 0                    | 9+     | 0+     |
| 1940/41          | Neapol           | Serie A          | 3      | 0    | IP            | ?             | ?             | -                    | 0                    | 0                    | 3+     | 0+     |
| Celkem v Serii A | Celkem v Serii A | Celkem v Serii A | 77     | 7    | -             | 4+            | 0+            | -                    | 1                    | 1                    | 82+    | 8+     |

## Úspěchy

### Reprezentační
- 1× na OH (1936 – zlato)